# Rock of Love: Charm School
Rock of Love: Charm School es un reality creado por los productores ejecutivos Mark Cronin y Cris Abrego. Es un spin off de Rock of love, se trata al igual que la temporada pasada con las chicas de Flavor Of Love a meter en una mansión 14 chicas que necesitan aprender como comportarse. Concursante de las dos primeras temporadas de Rock of Love están compitiendo. El show comenzó el 12 de octubre del 2008. El programa es conducido por Sharon Osbourne. En Latinoamérica, se estrenó el 4 de agosto de 2009.

## Los Diez Mandamientos
1. Rockearéis juntas / Thou Shalt Rock Together
2. Rockearéis con estilo / Thou Shalt Rock It With Style
3. Deberéis ocuparos de los negocios / Thou Shalt Be Takin' Care of Business
4. No rockearéis con malos modales / Thou Shalt Not Rock Rude
5. Rockearéis vuestros cuerpos / Thou Shalt Rock Thy Body
6. Rockearéis en el amor / Thou Shalt Rock At Love
7. Deberéis expresaros / Thou Shalt Express Thyself
8. Os conoceréis a vosotras mismas / Thou Shalt Know Who Thou Art
9. Rockearéis para los demás / Thou Shalt Rock Unto Others
10. Rockearéis completamente / Thou Shalt Be Fully Rockin'

## Las concursantes
| Nombre                     | Episodio eliminada | Temporada de Rock of Love |
| -------------------------- | ------------------ | ------------------------- |
| Brandi Mahon               | Ganadora           | Rock of Love              |
| Destiney Sue Moore         | Episodio 11 (2nd)  | Rock of Love 2            |
| Lacey Conner               | Episodio 11 (3rd)  | Rock of Love              |
| Heather Chadwell           | Episodio 9         | Rock of Love              |
| Jessica Kinni              | Episodio 8         | Rock of Love 2            |
| Kristy Joe Muller          | Episodio 8         | Rock of Love 2            |
| Brandi Cunningham          | Episodio 7         | Rock of Love              |
| Dallas Harrison            | Episodio 6         | Rock of Love              |
| Inna Dimitrenko            | Episodio 5         | Rock of Love 2            |
| Megan Hauserman            | Episodio 4         | Rock of Love 2            |
| Rodeo (Cindy Steedle)      | Episodio 3         | Rock of Love              |
| Angelique Morgan (Frenchy) | Episodio 2         | Rock of Love 2            |
| Courtney Van Dusen         | Episodio 1         | Rock of Love 2            |
| Raven Masterson            | Episodio 1 (Quit)  | Rock of Love              |

## Episode Progress
| #  | Contestants | Episodios | Episodios | Episodios | Episodios | Episodios | Episodios | Episodios | Episodios | Episodios | Episodios | Episodios |
| #  | Contestants | 1         | 2         | 3         | 4         | 5         | 6         | 7         | 8         | 9         | 11        | 11        |
| -- | ----------- | --------- | --------- | --------- | --------- | --------- | --------- | --------- | --------- | --------- | --------- | --------- |
| 1  | Brandi M.   | SAFE      | RISK      | SAFE      | RISK      | RISK      | RISK      | WIN       | WIN       | RISK      | WIN       | WINNER    |
| 2  | Destiney    | SAFE      | WIN       | WIN       | WIN       | WIN       | SAFE      | SAFE      | SAFE      | WIN       | RISK      | OUT       |
| 3  | Lacey       | RISK      | WIN       | RISK      | SAFE      | SAFE      | RISK      | SAFE      | RISK      | RISK      | 3#        |           |
| 4  | Heather     | SAFE      | SAFE      | WIN       | SAFE      | WIN       | WIN       | SAFE      | SAFE      | OUT       | HELP      |           |
| 5  | Jessica     | SAFE      | WIN       | WIN       | SAFE      | RISK      | SAFE      | SAFE      | OUT       |           |           |           |
| 6  | Kristy Joe  | SAFE      | WIN       | SAFE      | SAFE      | RISK      | WIN       | RISK      | OUT       |           |           |           |
| 7  | Brandi C.   | SAFE      | WIN       | SAFE      | SAFE      | SAFE      | RISK      | OUT       |           |           | HELP      |           |
| 8  | Dallas      | RISK      | RISK      | WIN       | SAFE      | WIN       | OUT       |           |           |           |           |           |
| 9  | Inna        | SAFE      | SAFE      | RISK      | SAFE      | OUT       |           |           |           |           |           |           |
| 10 | Megan       | SAFE      | WIN       | RISK      | OUT       |           |           |           |           |           | HELP      |           |
| 11 | Rodeo       | SAFE      | SAFE      | OUT       |           |           |           |           |           |           |           |           |
| 12 | Angelique   | SAFE      | OUT       |           |           |           |           |           |           |           |           |           |
| 13 | Courtney    | OUT       |           |           |           |           |           |           |           |           |           |           |
| 14 | Raven       | QUIT      |           |           |           |           |           |           |           |           |           |           |

     La concursante ganó la competencia.
     La concursante ganó lel desafío y estuvo a salvo de la expulsión.
     La concursante no ganó el desafío pero se salvó de la expulsión.
     La concursante estuvo en riesgo de ser eliminada.
     La concursante fue expulsada.
     La concursante se fue voluntariamente de la competencia.
     La concursante regresó a ayudar a "su enemiga# para el desafío.
- En el episodio 7 nadie estuvo en riesgo, pero Brndi.C fue eliminada antes de llamarla a la alfombra.
- El episodio 10 fue el repaso.
- En el episodio 11 las chicas recibieron ayuda de "sus enemigas".

## Episodios

### One Bad Apple / Una mala Manzana
Sharon Osbourne recibe a las 14 chicas de las dos primeras temporadas de Rock of Love. Heather se siente mal, porque compartirá habitación con Brandi C. y Megan, ya que se odiaban desde I Love Money. Dallas es obligada a compartir habitación con Lacey. Brandi C, Megan y Lacey hacen amistad rápido y hacen una alianza. Ya afuera Lacey empieza a provocar a Dallas. Dallas se molesta y la golpea en el oído con una manzana. Mientras tanto, Brandi M, Megan y Jessica tratan de entablar amistad con Raven, pero ella se muestra desinteresada, por lo que Brandi C dice que Raven se cree superior que el resto y comienzan a discutir. Courtney trata de limitar el alcohol, pero falla y empieza a beber. Cuando comienza la ceremonia, Courney esta tan ebria, que tiene que ser ayudada por Rodeo y Raven para llegar. Sharon presenta a los decanos, Rikki y Daniella. Luego muestra los momentos más vergonzosos de las concursantes mientras estuvieron en Rock of Love. Después se preparan para la primera eliminación, Courtney se despierta y se alista. Rikki le pregunta a Raven si ella cree que debe estar en Charm School, ya que Dallas le había dicho que sentía que ella no nescecitaba el show. Raven empezó a hablar y Sharon llegó a la conclusión de que ella no quería estar hay, por lo que ella se va voluntariamente. Ya en la eliminación las chicas suponen que esa era la eliminación, pero Sharon dice que va a eliminar a alguien más. Sharon llama a Lacey, Dallas y Courtney a la alfombra. lacey ha sido llamada por su actitud de incitar a sus compañeras, Dallas por su temperamento y Courtney por sus problemas con el alcohol. Sharon le dice a Courtney que ese no era un programa de rehabilitación, pero que la puede ayudar a ingresar a un tratamiento para su alcoholismo. Courtney es expulsada de la casa.
- Salida Voluntaria: Raven
- En riesgo:Courtney, Dallas, Lacey
- Expulsada:Courtney

### Quit Yer Beaching
Brandi C., Megan y Lacey planean sacar a Dallas, Brandi M y Heather. Las chicas se dirigen a su primer desafío con el Sgt. Jones, mismo de la primera temporada. Al siguiente día se dividen en dos grupos de seis para crear un escenario para el esposo de Daniella Clarke, Gilby Clarke, guitarrista y vocalista de la banda Guns N' Roses. El mejor equipo queda a salvo de la expulsión.
- Ganadoras del desafío:Destiney, Jessica, Kristy Joe, Brandi C., Lacey, Megan
- En riesgo: Angelique, Brandi M., Dallas
- Expulsada:Angelique

### The Trashion Show
Las 11 Chicas deben aprender sobre estilo. Después de que les expliquen sobre moda, cada recibe Us$300 para comprar la ropa para sus modelos. Deben comprar tres trajes: uno para una entrevista de trabajo, otro para un coctel y otro para una cena con los padres de los novios. Al siguiente día desfilan sus vestidos. Sharon dice que Megan se lució pero no fue un trabajo en equipo. Gana el equipo de Heather.
- Ganadoras del desafío:Dallas, Destiney, Heather, Jessica
- En riesgo:Inna, Lacey, Megan, Rodeo
- Expulsada:Rodeo

### Every Little Thing She Does Is Tragic
El desafío de este episodio es crear un estilo de banda para un famoso director de bandas. Los jueces eligen los 2 equipos. Cada equipo debe tener un líder, un estilista, un director musical y dos directores creativos. La única persona que estará a salvo de expulsión será la líder del grupo ganador. El equipo uno elige a Destiney. El equipo dos elige a Brandi C. Al siguiente día el desafío lo gana Destiney
- Ganadora del desafío: Destiney
- En riesgo:Megan, Brandi M.
- Expulsada:Megan

## Razones de Eliminación
- Raven: Se fue voluntariamente del programa ya que se sentía un poco insegura de estar ahí o no, con lo cual toma la decisión de irse.
- Courtney: Fue expulsada por sus problemas con el alcohol. Sharon le había dicho que no era un programa para rehabilitación pero que si podía ayudarla a ingresar a un centro de desintoxicación para su rehabilitación.
- Angelique: Por el hecho de sólo hablar francés, de no entender inglés y tampoco hablarlo fluídamente,  además de no poder entender indicaciones escritas, fue la que menos trabajó en equipo, Sharon expreso respecto de ella que " como esta feliz de estar en su mundo francés no tiene caso ayudarla a cambiar".
- Rodeo: Fue expulsada porque además de ser la más vieja de ahí, Sharon creía que ella era muy valiente y fuerte y por eso no necesitaba "Charm School". Sharon mencionó que ella no debía estar ahí porque iba a salir herida por sus compañeras y sus sentimientos
- Megan: Fue expulsada ya que después del desafío pateó a Brandi M.
- Inna: Fue expulsada ya que en la ceremonia de eliminación Lacey hizo que la sacaran por haberle hecho perder a su equipo ya que su vestido mostraba los hombros y eso estaba mal hecho.
- Dallas: Fue expulsada ya que no había ayudado en el video para el desafío porque no quería trabajar con Lacey, también porque Sharon se dio cuenta de que no le importaba estar ahí.
- Brandi.C: La expulsaron por haber escupido a Destiney (lo cual por parte fue culpa de Lacey).
- Kristy Jo: La expulsaron porque no había mejorado en nada de lo que debía, además por unas pequeñas partes no necesitaba "Charm School"
- Jessica: La expulsaron porque Sharon les había pedido a las chicas que eligieran a quien sacar a Kristy Jo (que fue eliminada en el mismo capítulo en la ceremonia de eliminación antes de Jessica) o a Jessica, votaron por ella ya que ella no quería que pensaran que era la mejor de todas, en la ceremonia Rikki le dice que le ira bien con o sin "Charm School" ya que era muy inteligente y brillante (Heather sintió algo de culpa cuando la expulsaron).
- Heather:Sharon la expulsó pues era un desastre, y dijo que era lo mejor para ella. Además Heather estaba pensando que Lacey, Destiney y Brandi M estaban en contra suya e hizo escándalo.
- Lacey: Fue expulsada ya que en la prueba de donación le gritó a una señora, todos dijeron que "la vieja LACEY" había vuelto.

Cuando la expulsaron dijo que aprendió mucho pero que seguiría siendo mala con  la gente que no ayude a la comunidad cuando deberían hacerlo. 
- Destiney:Fue expulsada porque sharon le pareció mejor dale el diploma de graduación a Brandi M.

## Después del Show
- Angelique hizo parte de la segunda temporada de I Love Money, junto con participantes de Flavor of Love, Rock of Love, I love New York y Real Chance of Love
- Megan Hauserman tiene su propio reality, llamado Megan wants a Millionare, donde hombres con un gran ingreso económico compiten por su amor. El show fue cancelado por Vh1 después de que un concursante de este programa fue encontrado muerto en un hotel luego de matar a su esposa. Este show fue cancelado junto a I Love Money 3, donde también participaba el mismo concursante.